# Сан-Хасинто (река)

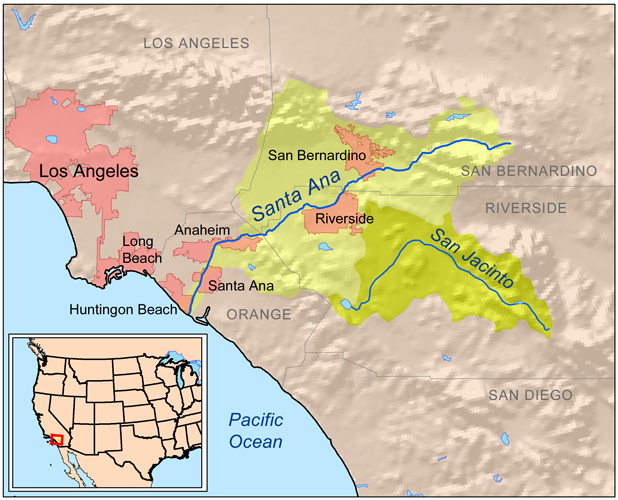
Схема бассейна рек Сан-Хасинто и Санта-Ана

Сан-Хасинто (англ. San Jacinto River) — река в округе Риверсайд, на юге штата Калифорния, США. Длина составляет около 68 км; площадь бассейна — 2020 км².
Берёт начало в западной части хребта Сан-Хасинто при слиянии двух ручьёв: Норт-Форк и Саут-Форк. Саут-Форк в свою очередь берёт начало из водохранилища Хемет. После слиянии ручьёв к востоку от города Валле-Виста Сан-Хасинто течёт на северо-восток вплоть до озера Мистик, расположенного в паре миль к востоку от водохранилища Перрис. Далее, вытекая из озера, река течёт на юго-запад через каньон Райлроад в водохранилище Каньон-Лейк. Ниже плотины водохранилища река течёт ещё около 5 км до впадения в озеро Эльсинор. Иногда, в наиболее дождливые годы, из озера Эльсинор река протекает дальше, впадая в Темескал-Крик — приток реки Санта-Ана, который достигает этой реки вблизи городка Корона.